# Tord de Buru
El tord de Buru (Geokichla dumasi) és un ocell de la família dels túrdids (Turdidae).

## Hàbitat i distribució
Habita els boscos de les muntanyes a l'illa de Buru, a les Moluques centrals.